# Beit Wazan
Beit Wazan, en arabe : بيت وزن, est un village du gouvernorat de Naplouse en Palestine,  situé à 4,5 km à l'ouest de Naplouse, au centre de la Cisjordanie.
Selon le recensement du bureau central palestinien des statistiques, la localité compte une population de 1 312 habitants en 2017.